# 万博の太陽
『万博の太陽』（ばんぱくのたいよう）は、テレビ朝日系列で2024年3月24日にテレビ朝日開局65周年記念ドラマプレミアムとして放送されたテレビドラマ。主演は橋本環奈、脚本を中園ミホが担当する。
「世界中の人たちとつながりたい!」という思いを胸に1970年の大阪万博のコンパニオンとして働くことを夢見た女性と家族の姿を描くヒューマン・ホームドラマ。

## キャスト

### 主要人物
朝野今日子（あさの きょうこ）〈21〉
演 - 橋本環奈
東京の下町で育つ。1964年の東京オリンピックを見て世界とつながる仕事に心ひかれ、大阪万博に憧れを抱く。
好奇心旺盛で猪突猛進だが、その明るさで周囲をやさしく照らす「太陽」のような存在。
大阪万博では、鉄平の勧めで受験して合格した「エキスポ・シスター」として活躍する。

### 今日子の関係者（大阪）
万田千夏（まんだ ちなつ）〈20〉
演 - 飯豊まりえ
今日子の従妹。大阪の万田家の長女。研究者になりたいという夢を持ち、女子大に通っている。
父親からは見合いを言い付けられている。大学教授から大阪万博のサンヨー館コンパニオンに推薦される。
倉本鉄平（くらもと てっぺい）〈27〉
演 - 木戸大聖
千夏の見合い相手。有名建築家・丹下健三の設計事務所に勤務する若手のエリート。
万田博士（まんだ ひろし）〈11〉
演 - 番家天嵩
今日子の従弟。千夏の弟。元気な小学生。居候中の今日子と仲良くなる。
万田和世（まんだ かずよ）〈44〉
演 - 江口のりこ
今日子の叔母。千夏と博士の母。底抜けに明るい性格。今日子にも細やかな気遣いをしてくれる。
万田昭太朗（まんだ しょうたろう）〈50〉
演 - 唐沢寿明
今日子の伯父。和世の夫。大手電機メーカー・三洋電機の下請けの万田電機を営む。昔気質の頑固オヤジ。
勅使河原やよい（てしがわら やよい）〈20〉
演 - 大原優乃
千夏と同じ女子大に通う。天王寺銀行の支店長の娘。今日子をライバル視する。
霧島（きりしま）〈50〉
演 - 矢島健一
三洋電機の部長。千夏と鉄平の見合いをお膳立てした。
勅使河原満（てしがわら みつる）〈51〉
演 - 飯田基祐
やよいの父で天王寺銀行の支店長。

### 今日子の家族・関係者（東京）
朝野陽子（あさの ようこ）〈48〉
演 - 堀内敬子
今日子の母。家業の畳店を切り盛りしながら今日子を育ててきた。
朝野次郎（あさの じろう）
演 - 野間口徹
今日子の父。故人。享年48歳。東京オリンピック開催（1964年）直後に心臓病で他界。
岩山元治（いわやま げんじ）〈60〉
演 - 宇梶剛士
陽子が営む畳店の熟練職人。今日子たち母娘を温かく見守る。
山本留吉（やまもと とめきち）〈40〉
演 - 安井順平
今日子の実家の近所の青果店の店主。
大川寿子（おおかわ ひさこ）〈60〉
演 - 高畑淳子
見合いを世話するのが生きがいで、今日子に見合い話を持ってくる。

### ゲスト

#### 万田電機関係
田中正一
演 - 永山たかし
万田電機のベテラン社員。
万田電機の新入社員
演 - 金子晃翔、笠井悠聖
集団就職で万田電機に入社する。当時「金の卵」と呼ばれた。
天王寺銀行の行員
演 - 庄野﨑謙
勅使河原満の部下。昭太朗から追加融資の相談を受ける。

#### 鉄平の関係者
赤川
演 - 卯ノ原圭吾
鉄平と同じ事務所の先輩。
郷田寛
演 - 松田賢二
万博会場の技師。鉄平とも仕事で関わりを持つ。
岡本太郎
演 -  河原シンスケ　
丹下健三デザインの建物に穴を空けるよう求められ、スタッフが困惑する。

#### やよいの関係者
やよいの友人
演 - 清水麻波菜、中村守里　
やよいと同じ大学の友人でいつも一緒にいる。ともにサンヨー館コンパニオンになる。

#### その他
見合い相手の男性
演 - 大村わたる
今日子の8回目の見合い相手。今日子に自分の夢について熱弁をふるわれてしまう。
面接官
演 - 中村哲也、谷藤太、古荘トモノブ
今日子が受験したエキスポ・シスターの面接官。
不良青年
演 -高橋里恩、櫻井健人
博士をカツアゲしようとして、助けに来た今日子や昭太朗と取っ組み合いになる。
エキスポ・シスター、サンヨー館コンパニオン
演 - 白崎仁菜、田中万葉、和佳奈凜、深川優衣、石田優奈、天音沙藍、穴井佑季、百瀬すみれ、高玄歩波、仲沢のあ、藤下栞、加部アカネ、志武明日香、柚

## スタッフ
- 脚本 - 中園ミホ[1]
- 脚本協力 - 山岡真介
- 監督 - 田村直己（テレビ朝日）[22]
- 主題歌 - 浜崎あゆみ「時代」（avex trax）[23]
- 音楽 - 村松崇継
- 時代考証 - 天野隆子
- 方言指導 - 越山深喜、古荘トモノブ
- スタントコーディネーター - 劔持誠
- 映像提供 - 大阪府、中日新聞社
- 協力 - 万博記念公園マネジメント・パートナーズ、日本オリンピック委員会、吹田市、パナソニックグループ
- エグゼクティブプロデューサー - 内山聖子（テレビ朝日）[24]
- プロデューサー - 神田エミイ亜希子（テレビ朝日）、山田勇人（ザ・ワークス）、角田正子（ザ・ワークス）[22]
- 制作協力 - ザ・ワークス[22]
- 制作著作 - テレビ朝日[22]

## 放送日程
| 放送日                                                       | サブタイトル | 視聴率 |
| ------------------------------------------------------------ | ------------ | ------ |
| 3月30日                                                      | 万博の太陽   | 5.8%   |
| （視聴率はビデオリサーチ調べ、関東地区・世帯・リアルタイム） |              |        |